# Мохаммад Афаш
Мохаммад Афаш (араб. محمد عفش, нар. 31 жовтня 1966, Алеппо) — сирійський футболіст, що грав на позиції півзахисника за клуб «Аль-Іттіхад» (Алеппо), грецькі «Проодефтікі» та «Іонікос», а також за національну збірну Сирії.

## Клубна кар'єра
У дорослому футболі дебютував 1988 року виступами за команду «Аль-Іттіхад» (Алеппо), в якій провів п'ять сезонів. 
1993 року перебрався до Європи, відгукнувшись на запрошення грецького друголігового клубу «Проодефтікі». наприкінці 1996 року перейшов до «Іонікоса», на той час представника елітного грецького футбольного дивізіону. У складі цієї команди провів наступні 7,5 сезонів ігрової кар'єри, був основним гравцем команди.
Завершував ігрову кар'єру на батьківщині, в рідному «Аль-Іттіхаді» (Алеппо), протягом 2004–2005 років.

## Виступи за збірні
Протягом 1989–1991 років залучався до складу молодіжної збірної Сирії.
1996 року дебютував в офіційних матчах у складі національної збірної Сирії. У складі збірної був учасником кубка Азії 1996 року в ОАЕ.
Загалом протягом кар'єри в національній команді, яка тривала 9 років, провів у її формі 26 матчів, забивши 9 голів.